# Xi2 Canis Majoris
Xi² Canis Majoris (ξ² CMa / ξ² Canis Majoris) è una stella della costellazione del Cane Maggiore.
Ha una magnitudine apparente di 4,5 e dista dalla Terra 412 anni luce. In precedenza è stata classificata come stella bianca di sequenza principale, tuttavia in tempi recenti è stata classificata come gigante bianca, probabilmente per via del suo raggio, ben 6 volte superiore al raggio solare, valore piuttosto alto in relazione alla sua temperatura superficiale, che è attorno ai 9000 K.